# Rachael Gunn
Rachael Gunn (née le 2 septembre 1987 à Hornsby), aussi connue sous le nom de scène Raygun, est une universitaire australienne et danseuse pratiquant le breaking. En août 2024, elle retient l'attention des médias après une participation très remarquée aux Jeux olympiques d'été de Paris. Lors des épreuves de breaking sur la place de la Concorde, ses passages n'ont pas convaincu les juges, qui ne lui ont pas accordé de point. Sa prestation a par la suite suscité diverses réactions, dont de nombreuses critiques négatives et moqueries en ligne, ainsi qu'une pétition visant Raygun.

## Jeunesse et éducation
Gunn est née à Hornsby en Nouvelle-Galles du Sud. Elle a dansé dès son enfance et a été formée aux danses de salon, aux claquettes et à la danse jazz,.
Gunn a étudié à l'Université Macquarie, pour un Bachelor of Arts en musique contemporaine obtenu en 2009, et pour un doctorat en études culturelles obtenu en 2017. Sa thèse de doctorat portait sur l'« intersection du genre et de la culture du breaking à Sydney »,. Elle est chargée de cours à la faculté des arts de l'université Macquarie, au département des médias, des communications, des arts créatifs, de la langue et de la littérature,.

## Carrière de breakdance
Gunn danse le break sous le nom de Raygun. Elle a commencé le breakdance au début des années 2010, alors qu'elle avait une vingtaine d'années,. Gunn a interrompu ses participations à des compétitions pendant qu'elle terminait son doctorat, et a repris la compétition en 2018. Elle est entraînée par son mari, Samuel Free, et s'exerce trois à quatre heures par jour.
Elle a concouru pour l'Australie aux Championnats du monde de breakdance 2021 à Paris, aux Championnats du monde de breakdance 2022 à Séoul et aux Championnats du monde de breakdance 2023 à Louvain, en Belgique,. En 2023, elle remporte les Championnats d'Océanie de Breaking, ce qui lui assure une place aux Jeux olympiques d'été de 2024,.
Au mois d'août 2024, alors que le breaking est la première danse sportive à intégrer les Jeux olympiques, Gunn n'a pas réussi à obtenir le moindre point de la part des juges durant les épreuves et a été éliminée dès la phase de groupe. Après une prestation atypique remarquée par le public et sur les réseaux sociaux, jugée de piètre qualité et tournée en ridicule par certains, elle a expliqué avoir voulu offrir une proposition différente : « ce que je voulais faire, c'était de venir ici et de présenter quelque chose de nouveau, différent et créatif - c'est ma force, la créativité », en déclarant également qu’elle ne pouvait pas rivaliser athlétiquement avec des b-girls plus jeunes. En réponse aux moqueries, la cheffe de mission de l'équipe australienne, Anna Meares, a publié une déclaration de soutien à Gunn, condamnant ce que Meares a appelé les « trolls et guerriers du clavier ». Les conséquences des passages de Raygun sur la scène de la Concorde prennent une nouvelle ampleur lorsqu'une pétition anonyme la visant est mise en ligne, qualifiant son apparence et sa conduite de « contraires à l'éthique » et mettant en doute l'honnêteté du processus de sélection l'ayant menée aux Jeux olympiques. Le Comité olympique australien a réagi en qualifiant à son tour la pétition de « vexatoire, trompeuse et intimidante », ainsi qu'en demandant son retrait de la plateforme Change.org le jeudi 15 août 2024. Le lendemain, cette pétition qui avait recueilli 46 000 signatures n'était plus disponible sur le site.
En septembre 2024, elle atteint le premier rang du classement mondial de breaking de la Fédération mondiale de danse sportive (classement qui ne tient pas compte des performances aux derniers Jeux olympiques). En novembre 2024, elle annonce arrêter la compétition.

## Vie privée
Gunn rencontre son mari, le breakdancer Samuel Free, à l'université en 2008.

## Publications
- (en) Gunn, « The 'systems of relay' in doing cultural studies: experimenting with the 'Body without Organs' in b-girling practice », Continuum, vol. 30, no 2,‎ 3 mars 2016, p. 183–194 (ISSN 1030-4312, DOI 10.1080/10304312.2016.1143194, lire en ligne)
- (en) Rachael Gunn, Nocturnes: Popular Music and the Night, Cham, Springer International Publishing, coll. « Pop Music, Culture and Identity », 2019, 147–162 p. (ISBN 978-3-319-99786-5, DOI 10.1007/978-3-319-99786-5_10), « Nocturnal Paradox: How Breakdancing Reveals the Potentials of the Night »
- (en) Gunn, « Where the #bgirls at? politics of (in)visibility in breaking culture », Feminist Media Studies, vol. 22, no 6,‎ 18 août 2022, p. 1447–1462 (ISSN 1468-0777, DOI 10.1080/14680777.2021.1890182, lire en ligne)